# Rathaus (Basel)

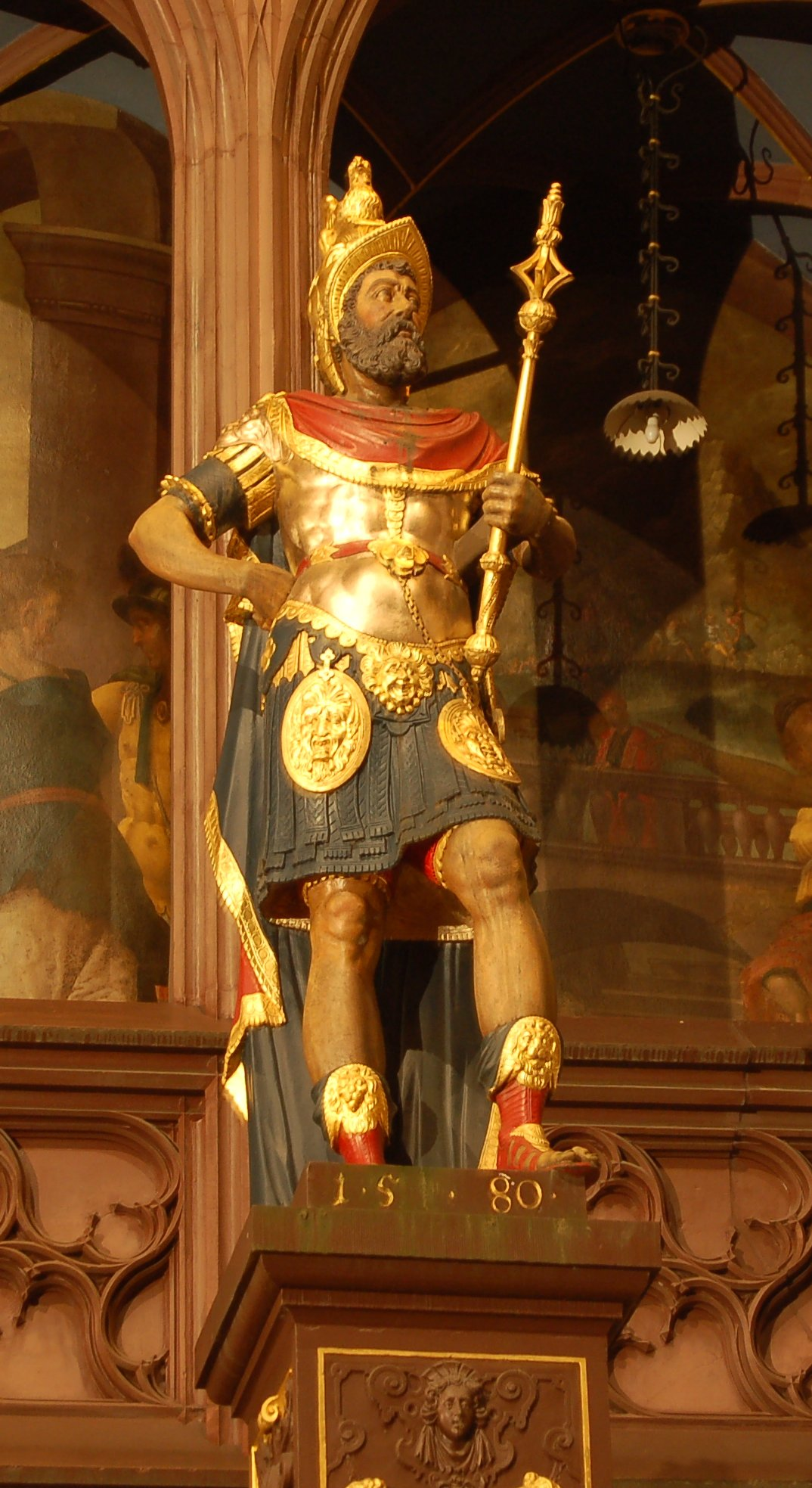
Statue von Lucius Munatius Plancus, geschaffen 1580 von Hans Michel, im Innenhof

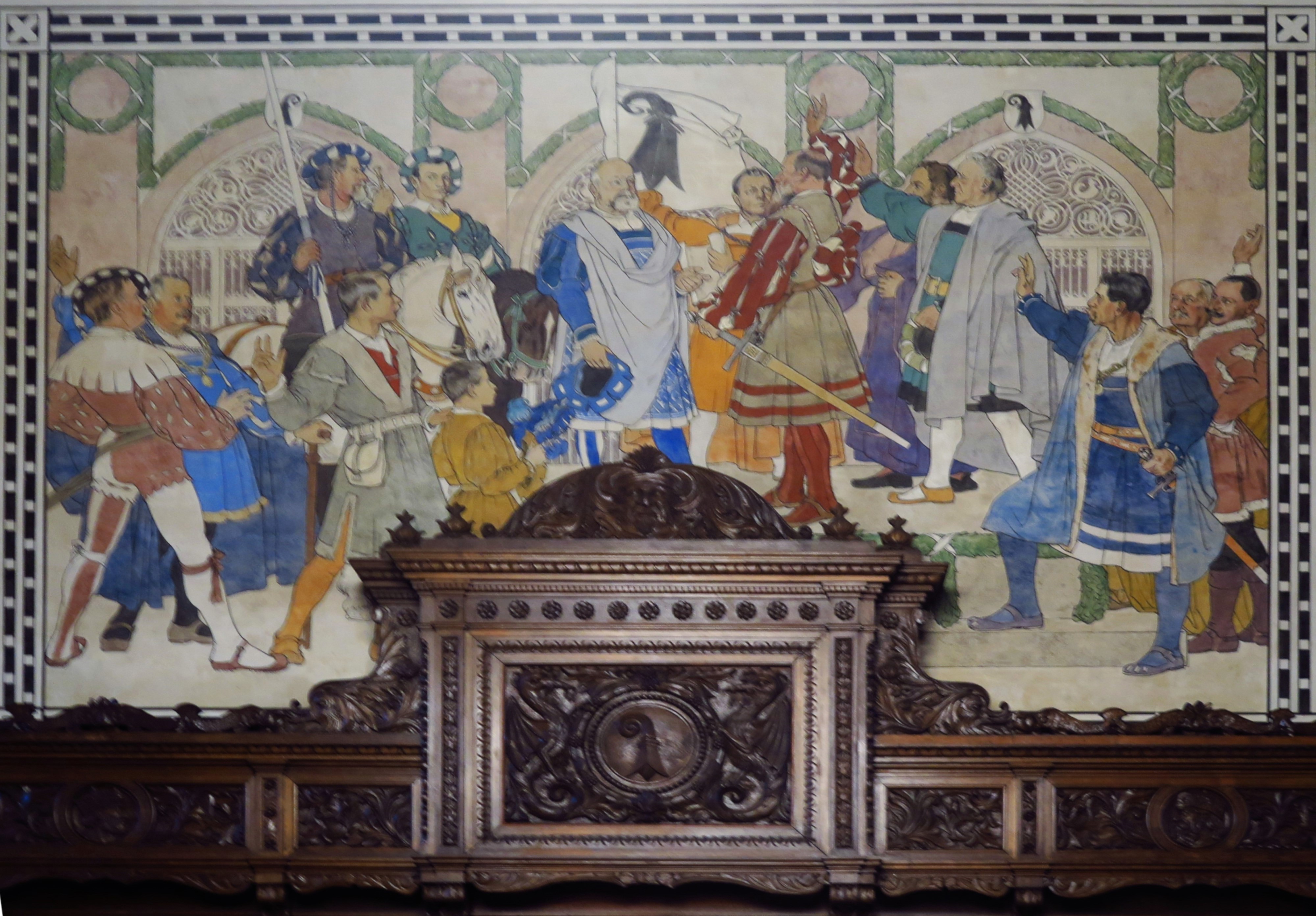
Der Bundesschwur, Wandgemälde im Grossratssaal

Das Rathaus ist ein Repräsentationsbau in der Schweizer Stadt Basel. Das direkt am Basler Marktplatz liegende Gebäude fällt durch seinen roten Sandstein und den markanten Turm auf. An derselben Stelle wurde 1290 das politische Zentrum Basels etabliert, das es heute in seiner institutionellen Form noch immer darstellt.
Der historische Mittelbau wurde in seiner heutigen Form im Zuge des Eintritts von Basel in die Schweizerische Eidgenossenschaft von 1501 errichtet.

## Geschichte
Das sogenannte Richthaus wurde durch das Basler Erdbeben im Jahr 1356 zerstört. Alle Aktenbestände und Urkunden gingen verloren. Als Ersatz wurde der sogenannte «Palast der Herren» gebaut. 1501 trat Basel der Eidgenossenschaft bei. Der Grosse Rat, der damals keine Kosten scheute, beschloss 1503, einen Neubau mit einer Verbindung zum «Palast der Herren» zu errichten, um den Eintritt in das Bündnis symbolisch gebührend zu unterstreichen. Die Bauarbeiten verliefen von 1504 bis 1514. In dieser Zeit entstanden auch die Wappen der Orte (Kantone) auf den Zinnen. Der ursprüngliche «Palast der Herren», der sich seither im Hintergrund befindet, wurde in den Jahren 1517 bis 1521 aufgestockt und der damalige Grossratssaal eingerichtet.
Hans Holbein der Jüngere wurde 1521 mit der Bemalung dieses Saales und Hans Bock der Ältere mit der Restaurierung beauftragt. Bock schuf 1608/1609 auch die Gemälde Josaphat ermahnt die Richter und Herodes von Hyrcanus an den Seitenwänden unter den Arkaden des Innenhofs und das Jüngste Gericht über der Treppe auf der rechten Seite. Außerdem malte er bis 1611 an der Fassade das Basler Wappen, Darstellungen von Siegesgöttinnen mit Palmzweigen und eines Kinderfestumzuges.
Die Überreste des nach dem Basler Erdbeben erstellten Palastes sind die ältesten Teile des Rathauses, gefolgt vom spätgotischen Mittelbau mit den drei Bogeneingängen und dem goldenen Türmchen aus dem Jahr 1507. Die Uhr schuf Meister Wilhelm im Jahr 1511. Zwischen 1606 und 1608 entstand die nördlich angrenzende «Vordere Kanzlei». Um den Bau möglichst einheitlich zu gestalten, entschied man sich für eine Scheinarchitektur: obwohl das spätgotische Zeitalter vorbei war, wurden Elemente dieser Epoche verwendet. Die eisernen Gitter vor der Eingangshalle stammen aus dem Jahre 1611, die Bronzetafel von 1537 am rechten Pfeiler erinnert an die früheren Hochwasser des heute unterirdisch fliessenden Birsig.
1898 bis 1904 kamen im Zusammenhang mit der Umgestaltung des Marktplatzes, dem Wachstum der Stadt und der neuen Kantonsverfassung rechts der Turm und links der Trakt mit dem Erker dazu. Umbauten folgten in der Formensprache der Neogotik und der Neorenaissance. Der bisherige Grossratssaal wurde gleichzeitig abgebrochen und zwischen 1901 und 1904 durch einen neuen Saal mit Nebenräumen ersetzt. Im Rechtsrisalit, oberhalb des ehemaligen Polizeipostens, steht somit seit der Umgestaltung von 1904 oberhalb des Balkons der Satz, den die Stadt Basel beim Einzug der Gesandten der Eidgenossen nach dem Beitritt von 1501 verlautet haben soll: «Hie Schweiz – Grund und Boden».
Das Gemälde am Turm wurde 1901 von Wilhelm Balmer geschaffen, es zeigt den Bannerträger Hans Bär, der in der Schlacht von Marignano im September 1515 gefallen war. Die Fassade zum Marktplatz enthält Reliefs kindlicher Krieger auf der linken Seite und von Siegesengeln, welche die Basler Schilde mit Lorbeeren schmücken über den Arkadenbögen sowie eine Justitia auf der Höhe der Vorderen Ratsstube, die an die Gerichtsfunktion des Kleinen Rates, wie die Exekutive früher hiess, erinnert. 1982 wurde eine weitere Restaurierung des Rathauses abgeschlossen.
Heutzutage wird das Basler Rathaus vor allem als Tagungsort des Grossen Rates (Legislative) und des Regierungsrates (Exekutive) genutzt. Ausserdem beherbergt das Rathaus Büros der Staatskanzlei, des Parlamentsdienstes sowie Teile des Präsidialdepartementes. Die Vordere Ratsstube, heute Regierungsratssaal, ist mit spätgotischem Täfer und einem prachtvollen Türgericht in Renaissanceformen von Franz Pergo ausgestattet.
Am 23. August 2014 wurde das 500-Jahr-Jubiläum der Fertigstellung des ältesten Teils des Rathauses mit einem Volksfest begangen.

## Bildergalerie

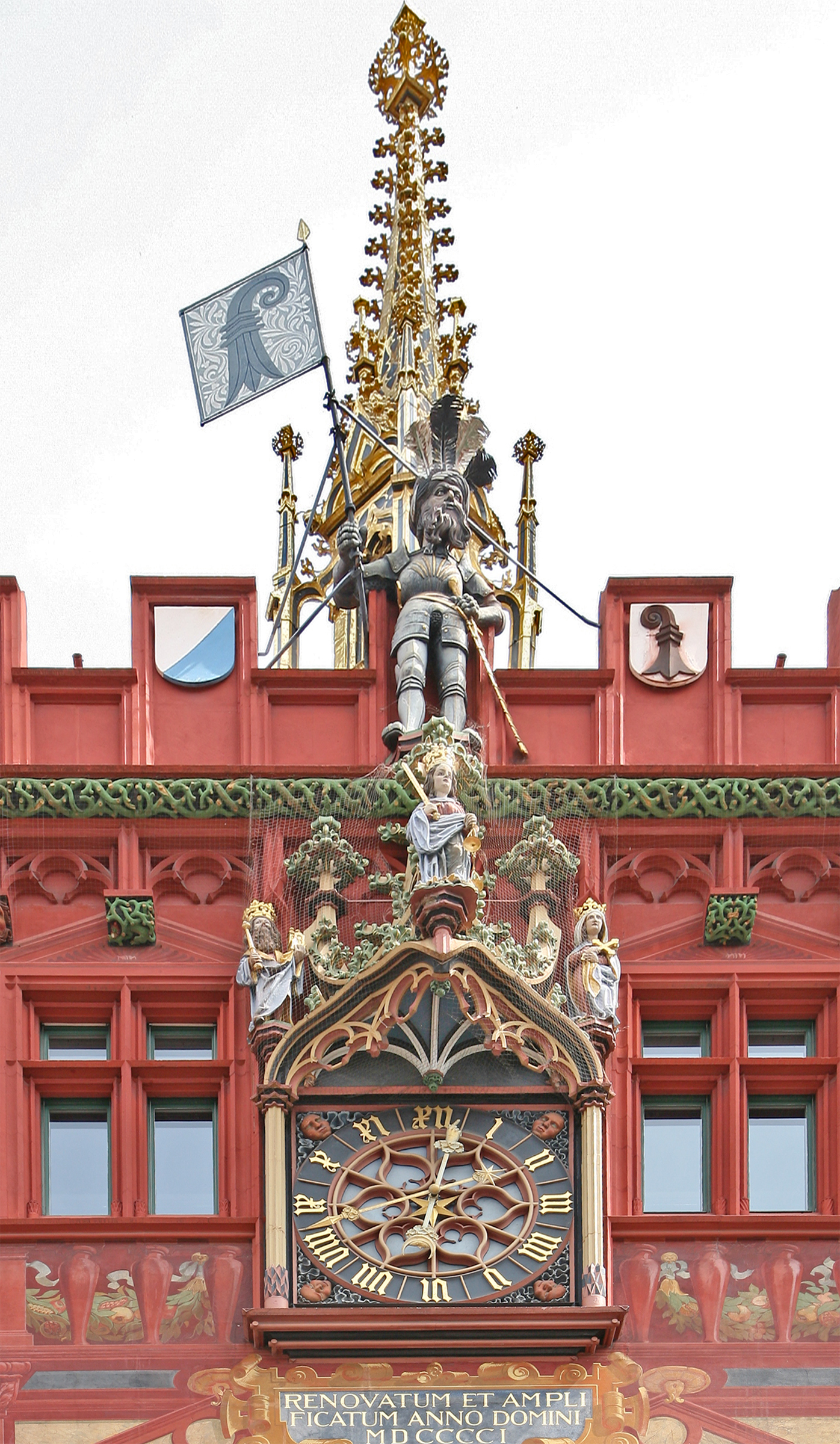
Die reich verzierter Uhr an der Hauptfassade
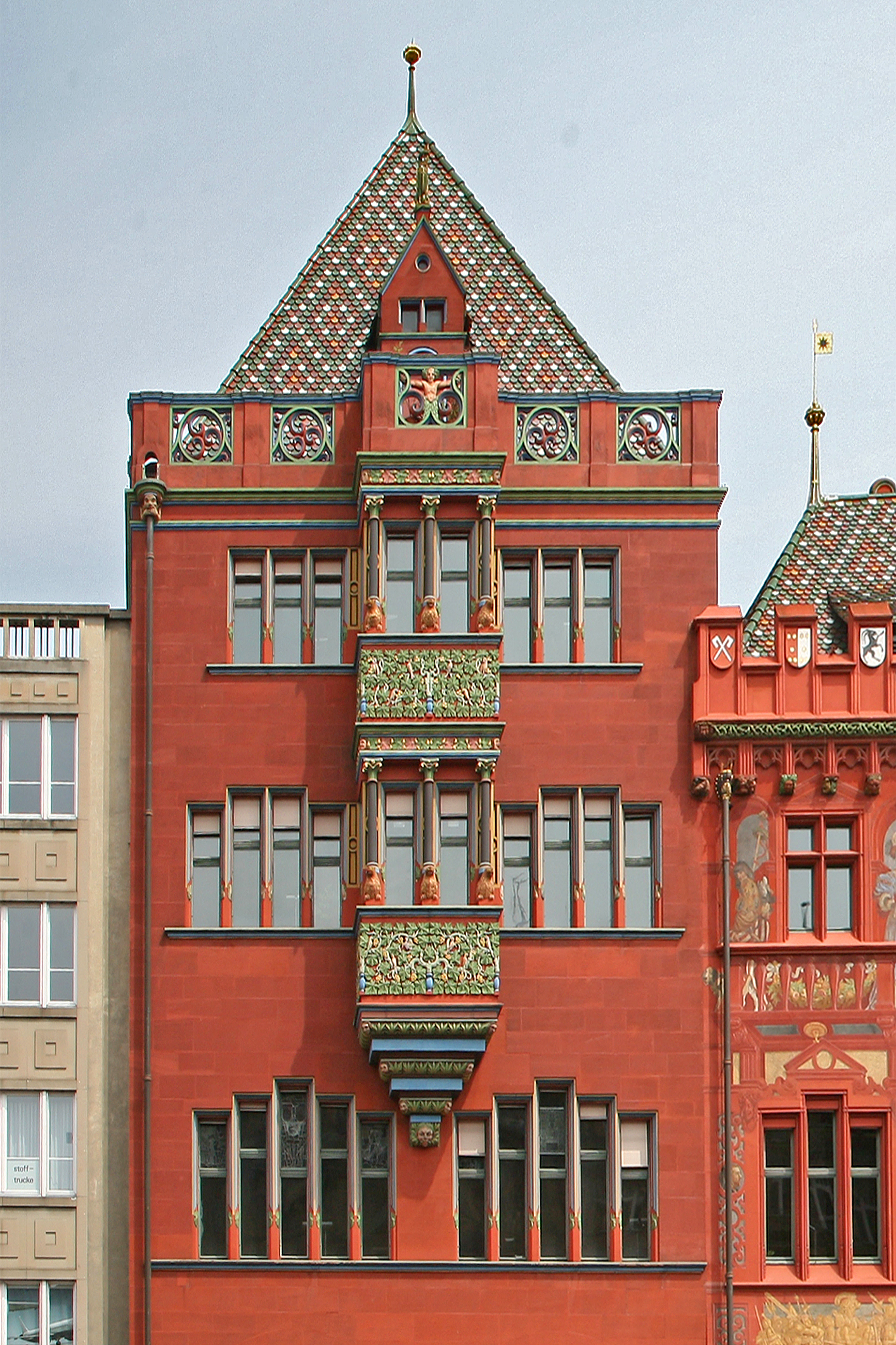
Linker Anbau (Umbau von 1900)
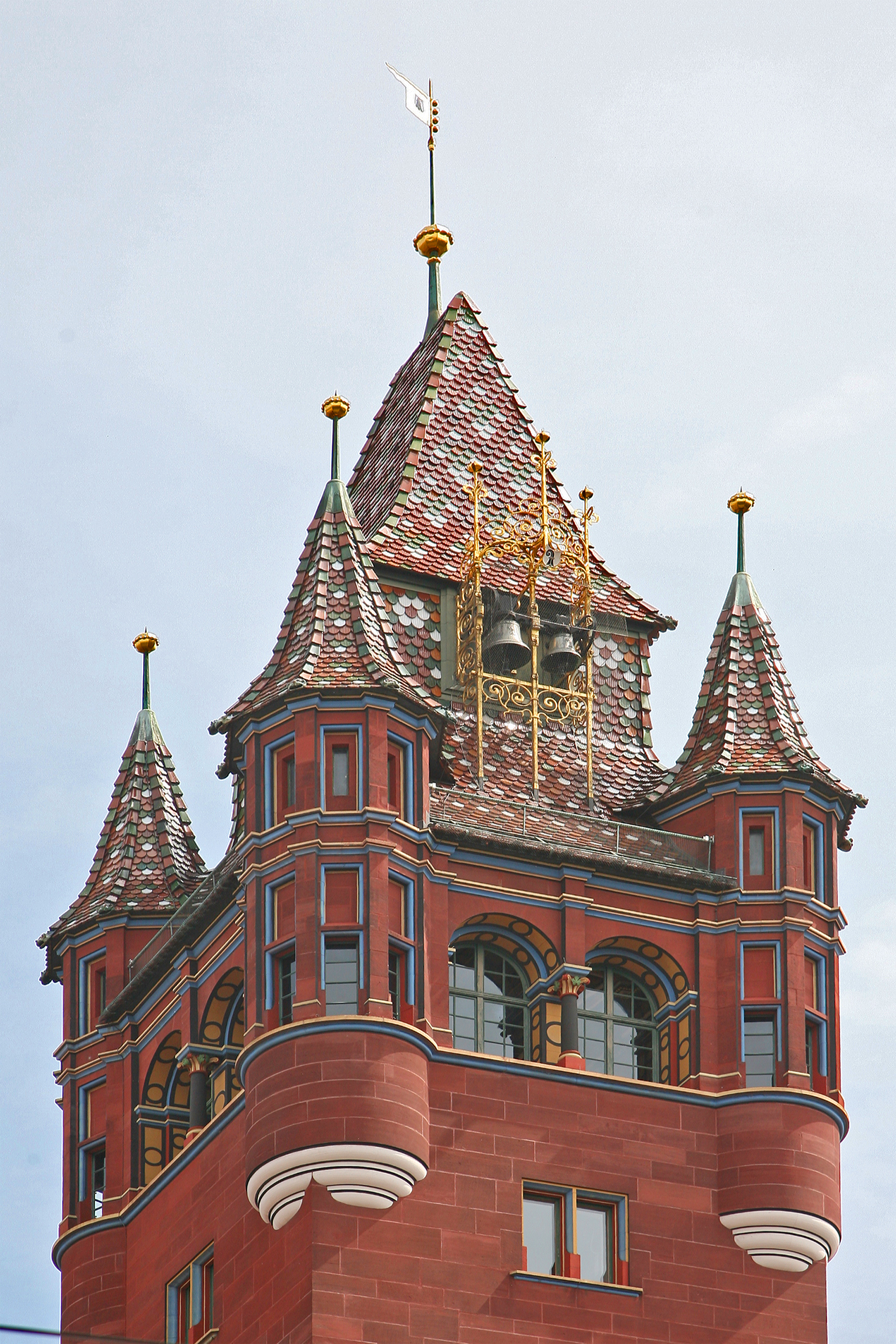
Der Turm (1900) mit seinen beiden Glocken
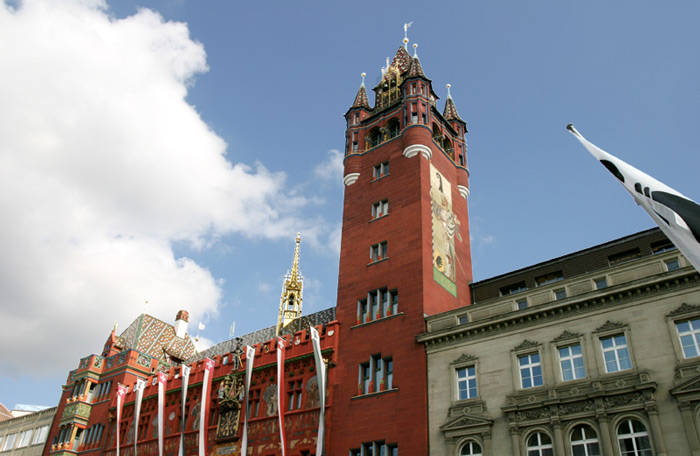
Rathaus und Turm mit Sgraffito zur Schlacht bei Marignano
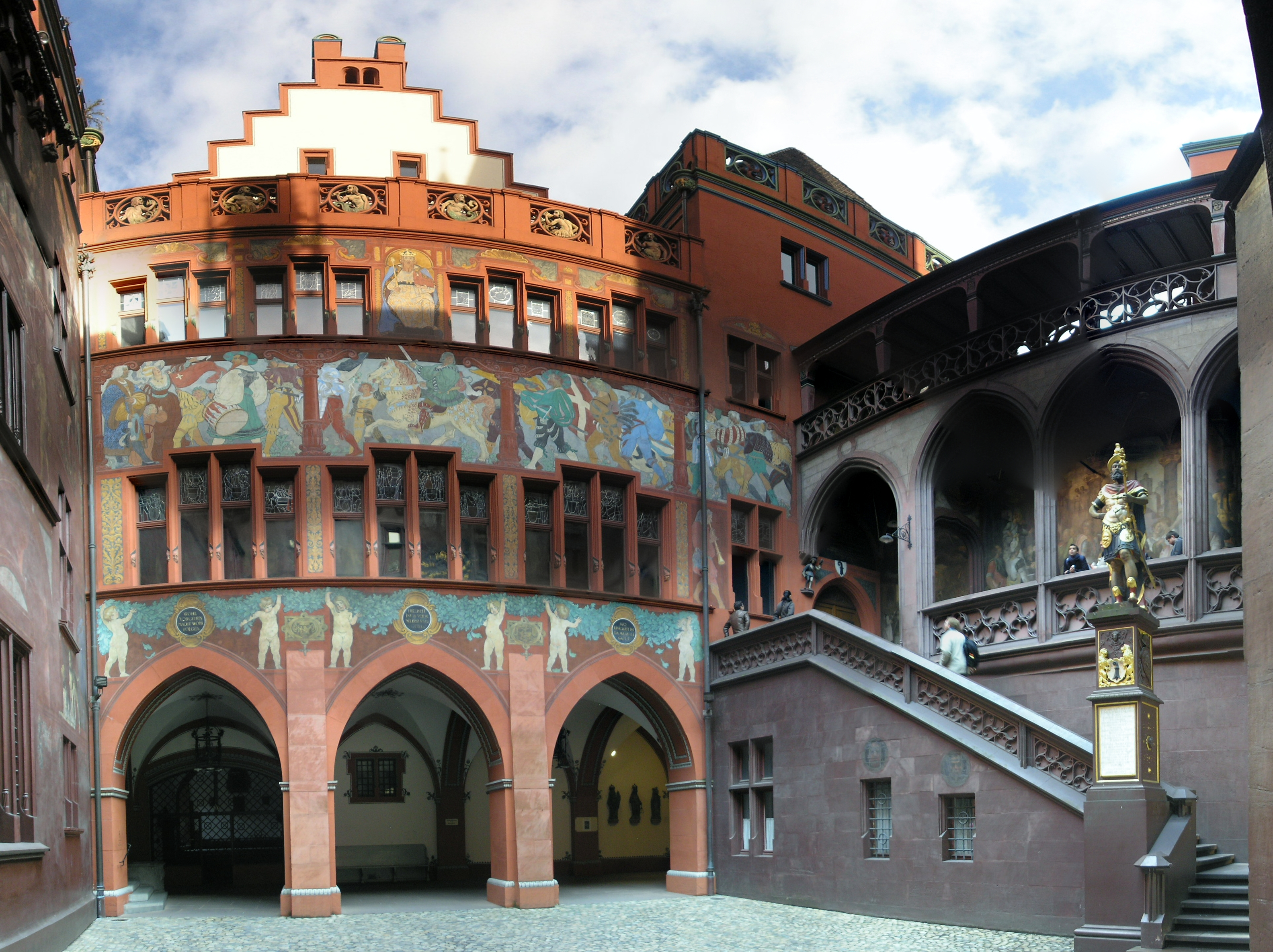
Innenhof
- Basler Marktplatz mit Rathaus, vor 1898
Rathaus vor dem Umbau (um 1890)